# Artemia parthenogenetica
Artemia parthenogenetica är en kräftdjursart som beskrevs av Bowen och Philip Sterling 1978. Artemia parthenogenetica ingår i släktet Artemia och familjen Artemiidae. Inga underarter finns listade i Catalogue of Life.

## Bildgalleri

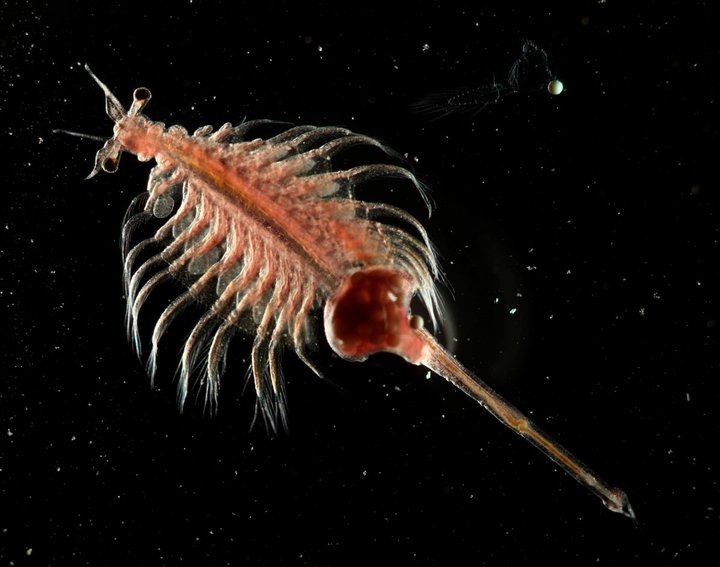